# Sophia Becker-Leber
Sophia Becker-Leber (* 20. März 1869 in Bonn; † 11. April 1952 in Bergdorf, heute zu Bückeburg gehörig; ± Alter Friedhof Bonn; auch Sophie Becker-Leber, vollständiger Vorname Anna Sophia Hubertina) war eine deutsche Blumenmalerin.

## Leben und Wirken

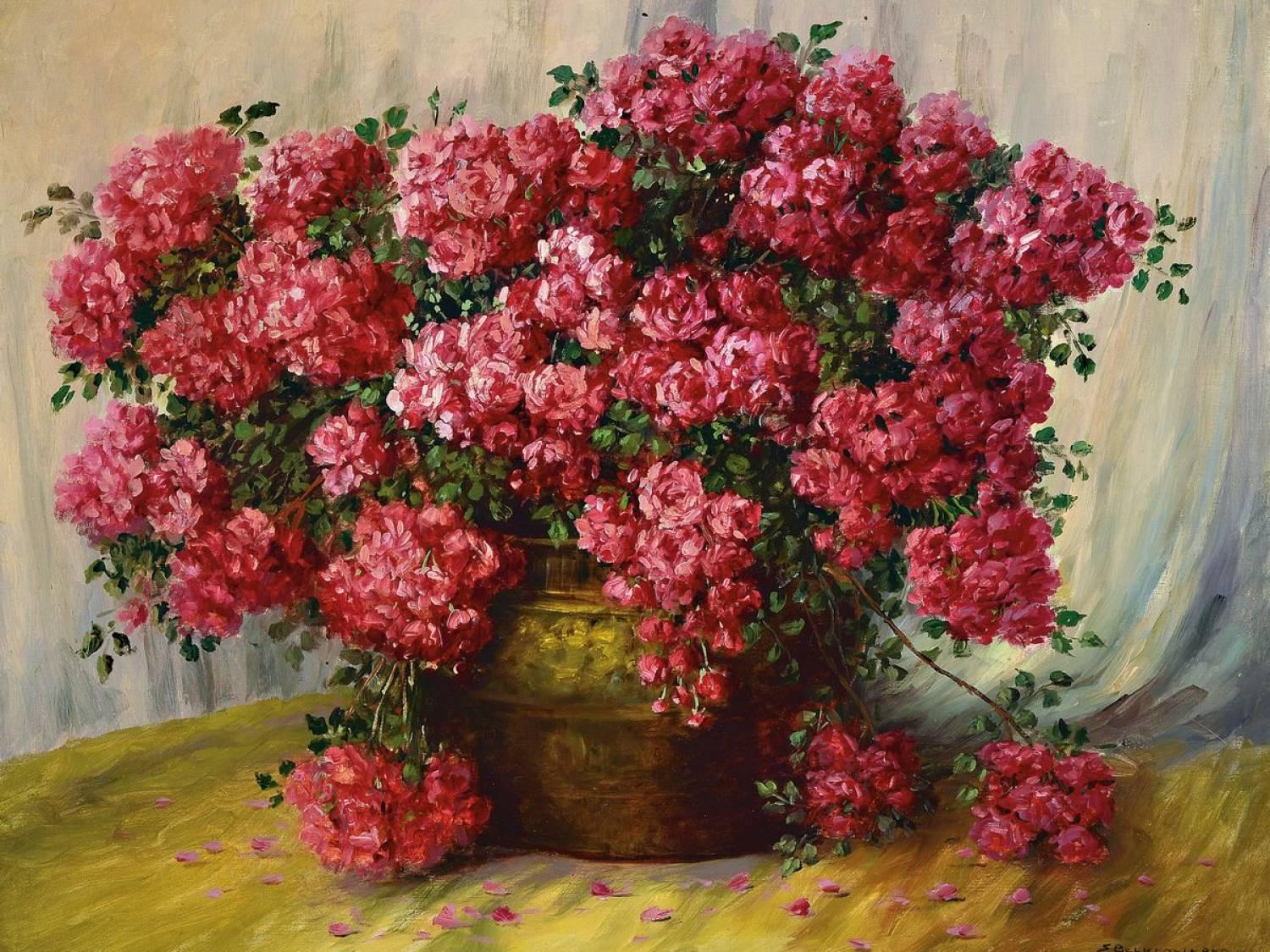
Stilleben mit Buschrosen in einem Messinggefäß (1943); Öl auf Leinwand

Becker-Leber war die Tochter des Bonner Gymnasialoberlehrers Peter Leber und seiner ersten Frau Elisabeth Büllesbach. Sie besuchte eine Klosterschule im niederländischen Groesbeek. 1896 begann sie eine Ausbildung zur Kunstmalerin an der Königlichen Kunstschule zu Berlin. 1897 wechselte sie an die Zeichen- und Malschule des Vereins der Künstlerinnen und Kunstfreundinnen zu Berlin (VdKK), 1898 an die Kunstakademie Düsseldorf.
1902 heiratete sie in Bonn den knapp sieben Jahre jüngeren Maler Hans-Josef Becker-Leber aus der Bonner Kunstgärtner-Familie Becker, Sohn des Malers und Kupferstechers Carl Leonhard Becker, mit dem sie u. a. den Sohn Helmar Becker-Berke hatte, der ebenfalls Maler, Zeichner und Grafiker war. In Bonn betrieb das Ehepaar Becker-Leber zunächst eine Mal- und Zeichenschule. 1908 gründete sie mit ihrem Mann und anderen Künstlern die Gruppe „Vereinigte Künstler in Bonn 08“. 1912 folgte sie ihrem Mann nach Bückeburg, wo dieser eine Anstellung an der Fürstlichen Kunst- und Handwerkerschule bekommen hatte. Max Ernst beurteilte das Wirken des Ehepaars Becker-Leber 1912 so: „In der Spitze der Polonaise scheint noch immer das Künstlerehepaar Hofmaler Hans Joh. Becker-Leber und Frau, beide ausgesprochene der Kunst, zu marschieren. Als ich hörte, dass er Hofmaler und weg von Bonn sei, freute ich mich rasend in der Illusion, nichts mehr von seinen faden, langweiligen Impressionen (in Mattlila, Mattrosa, Mattblau, Mattgrün) und ihren rosa parfümierten Blümchen ansehen zu müssen, die sie in der Malstunde zu malen gelernt hat.“
1930 zog die Familie nach Berlin. Dort unterhielt Becker-Leber einen Literarischen Salon; in ihm verkehrten unter anderem der Schriftsteller, Filmemacher, Globetrotter und Kabarettist Hanns Heinz Ewers, der Philosoph und Theosoph Johannes Maria Verweyen, die Hellseherin Ursula Kardos sowie Friedrich Christian zu Schaumburg-Lippe, der Adjutant von Joseph Goebbels war. Ebenso wie Friedrich Christian zu Schaumburg-Lippe gehörte sie dem 1934 aufgelösten Kampfbund für deutsche Kultur an. Während ihr Mann Landschaften und Porträts malte, fertigte Becker-Leber Blumenbilder, die sie in einem Laden im Kurhotel Fürstenhof vertrieben. Nach dem Zweiten Weltkrieg lebte das Ehepaar wieder bei Bückeburg, im Waldschlösschen in Bad Eilsen.